# Смбат VI Багратуни
Смбат VI Багратуни (род. ок. 670, Арминийя – ум. ок. 726, там же) – представитель армянской династии Багратуни, являвшийся правившим князем Арминийи с перерывами с 691 по 710-е годы. Во время своего княжения он часто заключал успешные союзы с Византийской Империей, даровавшей ему титул куропалата, а так же Омейядским халифатом. Он был сыном Варазтироца III Багратуни и дядей Ашота III Слепого.

## Биография
см. Вторая фитна
В начале 690-х годов Армения была в смятении, поскольку за страну велся спор между Византийской империей и Омейядским халифатом: воспользовавшись гражданской войной Второй фитны в Халифате, византийский император Юстиниан II вторгся в Армению и провозгласил там свою власть собственного кандидата, Нерсеса Камсараканского, в качестве своего правящего принца, в то время как предшественник Камсаракана, Ашот II Багратуни, был убит в 690 году, сражаясь против ответного арабского вторжения.
Армянские источники обвиняют византийские войска в грабеже страны, захвате заложников с целью выкупа и попытке навязать общение между Миафизитской Армянской Церковью и Халкидонской Византийской Церковью.
В результате этого, армянский народ вскоре стал рассматривать арабов как своих освободителей от византийцев.

## Бегство к арабам и пленение
Срок полномочий Нерсеса Камсаракана был недолгим, и его сменил Смбат Багратуни, который занимал должность главнокомандующего при Камсаракане.
У Смбата были особые причины ненавидеть византийцев: ибо его отец, Варазтироц, был убит ими.

Когда Омейяды после окончания гражданской войны вернулись в Армению в 693 году под руководством Мухаммада ибн Марвана, Смбат перешел на их сторону и даже приказал изуродовать и казнить захваченных византийских солдат в отместку за своего отца.
По словам армянского историка 8-го века Левонда, который относит этот инцидент к 698 году, Смбат столкнулся с византийской армией, посланной в Армению императором Тиверием III «на болотах Пайка». Битва была кровопролитной и нерешительной; Смбат и его люди отступили с поля боя, но измученные византийцы, в свою очередь, отказались от вторжения.
Благодаря предательству византийцев Смбат был утвержден Омейядами как «князь армян», но с 695 года прежняя политика терпимости и уважения к армянской автономии была оставлена арабами.
Войска Мухаммеда грабили страну, систематически преследовали армянскую знать (нахараров), и отнимали их имущество силой.
Когда Мухаммед покинул Армению, он оставил в стране арабского наместника (остикана) Абдуллаха ибн Хатима аль-Бахили, который продолжал эту политику; даже армянский патриарх Саак III и сам Смбат были на время отправлены в плен в столицу Омейядского халифата - Дамаск.

## Переход на сторону византийцев
После освобождения из плена, где-то до 700 г., Смбат решается перейти на сторону византийцев.
Он собрал своих сторонников к северу от горы Арарат, в том числе князя Васпуракана, которого также звали Смбат, и Варда Рштуни, чей отец Теодор сыграл главную роль в подчинении Армении арабам в 650-х годах.
Войска Смбата, насчитывавшие около 2000 человек, зимой начали марш на византийскую территорию. 8-тысячный гарнизон Омейядов в Нахичевани преследовал их, но арабы, непривычные к суровым зимним условиям, потерпели поражение с тяжелыми потерями под Варданакертом; как сообщается, только 300 из них пережили бой и холод и достигли безопасности. Смбат преследовал их до стен крепости Эренджак, правительница которой, госпожа Шушан, движимая жалостью, предложила арабам убежище и убедила Смбата прекратить преследование.
Смбат послал вперед в Константинополь с известием о своей победе. Его приветствовали византийцы, дали высокий титул куропалата, и он поселился в Тухарке в приграничной области Тайк. Там Смбат ждал возможности вернуться на родину.
Это произошло в 705 году, когда многие армянские дворяне были созваны властями Омейядскими под предлогом регистрации на военную службу, но вместо этого были сожжены заживо в церквях Нахчывана и Храмма. Во главе византийских войск Смбат вторгся в Армению, но потерпел поражение и был вынужден отступить, обосновавшись на этот раз в окрестностях Поти, на побережье черного моря, что, вероятно, указывает на то, что арабы угрожали его бывшей базе.

## Возвращение в Армению

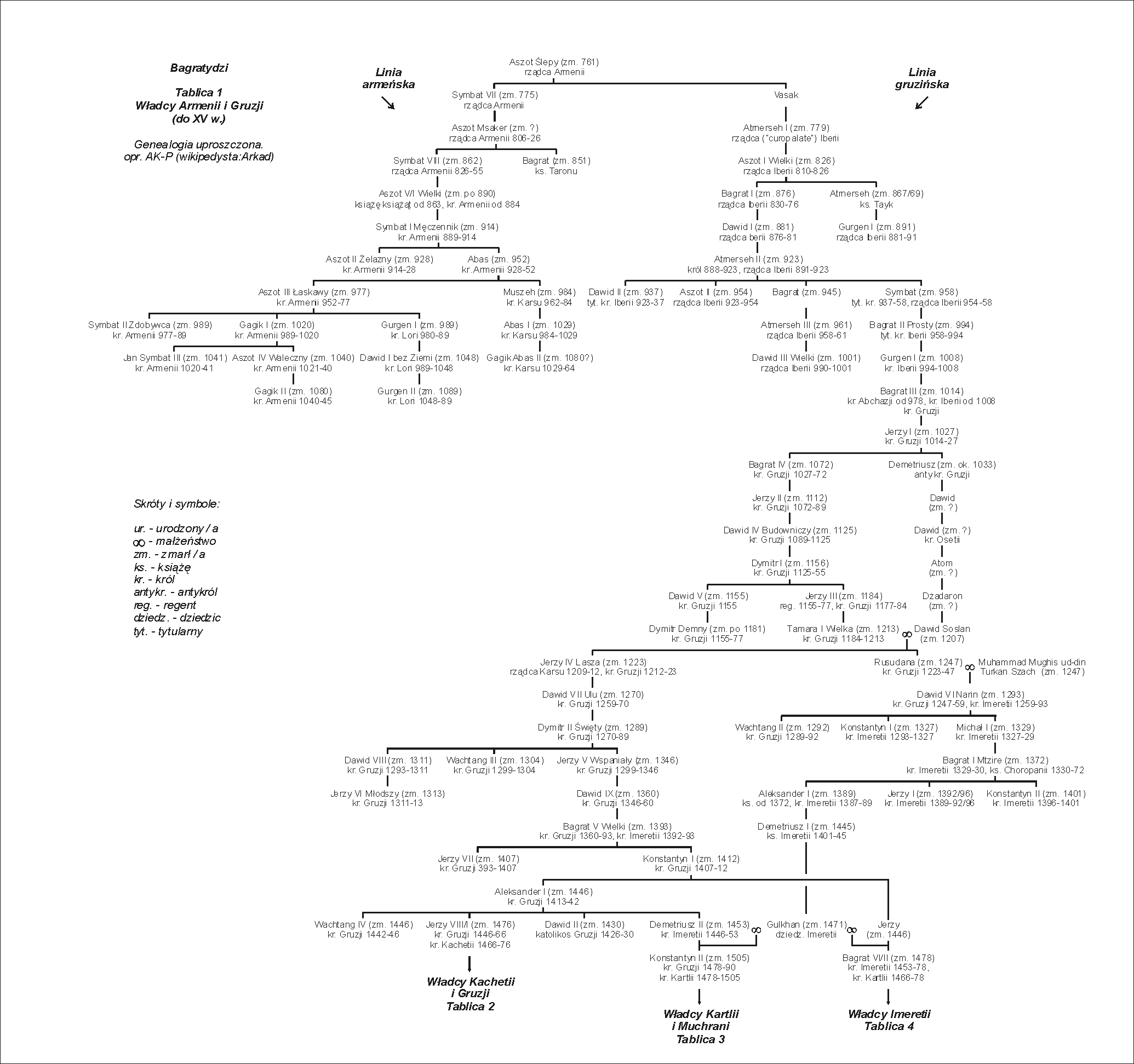
Генеалогия рода Багратидов

В 711 году, по крайней мере отчасти в ответ на возобновление церковного давления на Армянскую церковь на землях, контролируемых византийцами, Смбат снова перешел на другую сторону: он разграбил местные православные церкви и подаренную ему императором виллу, захватил казну города и перешел на сторону арабов.
Византийцы отлучили его от церкви, но арабы, которые теперь снова перешли к более снисходительной политике, приветствовали его с распростертыми объятиями и восстановили его в качестве правящего князя Армении.

### Дальнейшая судьба
О его судьбе истории больше ничего не известно; следующим известным правящим князем был его племянник, Ашот III Багратуни, который будет ослеплен князьями Мамиконян, приходящийся отцом основателю грузинской ветви Багратидов (Багратионов).